# Доронін Павло Володимирович
Павло Володимирович Доронін (рос. Павел Владимирович Доронин; 21 серпня 1988, м. Уфа, СРСР) — російський хокеїст, захисник. Виступає за «Торос» (Нефтекамськ) у Вищій хокейній лізі. Кандидат у майстри спорту.
Вихованець хокейної школи «Салават Юлаєв» (Уфа). Виступав за «Салават Юлаєв» (Уфа), «Торос» (Нефтекамськ).
У складі молодіжної збірної Росії учасник чемпіонату світу 2008. У складі юніорської збірної Росії учасник чемпіонату світу 2006.
Досягнення
- Чемпіон Росії (2008)
- Чемпіон ВХЛ (2012)
- Бронзовий призер молодіжного чемпіонату світу (2008).